# Boris Grigorjewitsch Kusnezow
Boris Grigorjewitsch Kusnezow (auch Kuznecow; * 5. Oktober 1903 in Jekaterinoslaw, Russisches Kaiserreich; † 5. September 1984 in Moskau, UdSSR) war ein Physiker, Philosoph, Wissenschaftshistoriker und Ökonom in der Sowjetunion.

## Leben
Kusnezow absolvierte die Graduiertenschule des Instituts für Ökonomie und begann 1921 seine Lehrtätigkeit am Institut für Bergbau. 1931 erstellte er einen technischen Detailplan zur Stromversorgung der gesamten UdSSR, basierend auf den neuesten Erfindungen und internationalen Standards. Ab 1933 bekam er eine Stelle an der Akademie der Wissenschaft der UdSSR und promovierte 1937 in Philosophie. Kusnezow studierte die Geschichte der Technikwissenschaften, um sie als Basis für zukünftige Erfindungen zu nutzen. Er verfasste unter anderem Biografien über Giordano Bruno, Galileo Galilei, Isaac Newton und mehrere Schriften zu Albert Einstein. 1944 wurde er zum Stellvertretenden Direktor der Akademie ernannt. Dort arbeitete er bis zu seinem Tod 1984.
In den Sechziger- und Siebzigerjahren verknüpfte Kusnezow in zahlreichen Schriften Wissenschaft mit Philosophie, um daraus Verbesserungen für die Zivilisation abzuleiten.

## Veröffentlichungen (Auswahl)
- Boris Grigorjewitsch Kusnezow: Frédéric Joliot-Curie: Ein Gelehrter und Kämpfer für den Frieden.  Kongress-Verlag, Berlin 1953.
- Boris Grigorjewitsch Kusnezow: Von Galilei bis Einstein: Entwicklung der physikalischen Ideen. Vieweg, Braunschweig 1970, ISBN 978-3-528-07305-3.
- Boris Grigorjewitsch Kusnezow: Der große russische Gelehrte. Junge Welt, Berlin 1955.
- Boris Grigorjewitsch Kusnezow: Ėtjudy ob Ėjnštejne.  Izd. Nauka, Moskau 1965.
- Boris Grigorjewitsch Kusnezow: Blickpunkt 2000: Wissenschaft und Zukunft: Perspektiven, Hypothesen und Probleme. Urania-Verlag, 1972.
- Boris Grigorjewitsch Kusnezow: Einstein: Leben, Tod, Unsterblichkeit. Akademie-Verlag, Berlin 1977.
- Boris Grigorjewitsch Kusnezow: Philosophie – Mathematik – Physik. Akademie-Verlag, Berlin 1981.
- Boris Grigorjewitsch Kusnezow: Reason and Being, Herausgeber: Fawcett, Carolyn R., Cohen, Robert S. (Eds.), 1987, ISBN 978-94-009-4590-6